# Brug 2004
Brug 2004 is een vaste brug in Amsterdam-Oost, IJburg. Het is een van de kleinere bruggen in die wijk.
Ze is gelegen in de Diemerparklaan en voert over een siergracht tussen het Grote en Kleine Rieteiland. Ze vormt daarbij de verbinding tussen de Mattenbiesstraat en Lisdoddelaan. Ze vormt samen met brug 2014 de enige verbinding tussen de twee kunstmatig aangelegde eilanden. De gemeente besteedde de ontwerpen voor bruggen op en naar IJburg destijds uit aan diverse architectenbureaus. Zij kregen elk de opdracht mee met een bruggenfamilie te komen. Architect Jan Benthem van Benthem Crouwel Architekten kwam met een serie bruggen, die bekend werd onder de naam Buitenwater. De bruggen 2004, 2011, 2012, 2014, 2030, 2037, 2048, 2051 en 2125 behoren tot die familie. 
De brug bestaat uit beton die hier rust op twee metalen open jukken. Voet- en fietspad zijn van de rijweg gescheiden door buizen op dragers. De balustrades van de brug hellen enigszins naar binnen. Al in 2012 moest de brug tijdelijk afgesloten worden; de voegovergangen (om de krimp en uitzetting van de brug op te vangen) moesten vervangen worden.

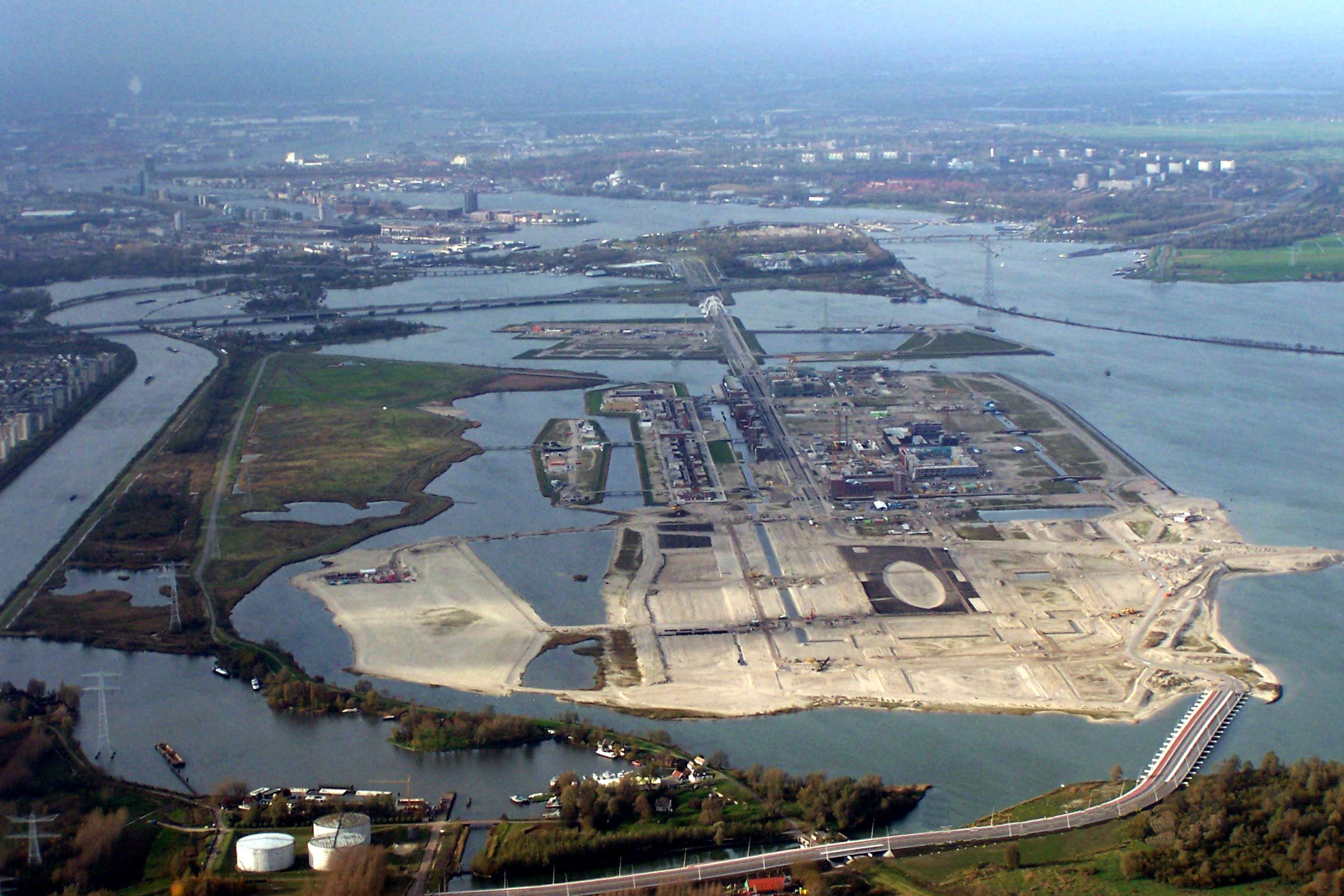
Brug 2004 ligt rechts van het zeshoekig eiland in het midden van de foto en is de bovenste van de twee.

<<< · 2000 · 2001 · 2002 · 2003 · 2004 · 2005 · 2006 · 2007 · 2008 · 2009 · 2010 · 2011 · 2012 · 2013 · 2014 · 2015 · 2016 · 2017 · 2018 · 2019 · 2020 · 2021 · 2022 · 2023 · 2025 · 2026 · 2027 · 2028 · 2029 · 2030 · 2031 · 2032 · 2033 · 2034 · 2035 · 2036 · 2037 · 2038 · 2039 · 2040 · 2041 · 2042 · 2043 · 2044 · 2045 · 2046 · 2047 · 2048 · 2050 · 2051 · 2054 · 2060 · 2080 · 2085 · 2086 · 2087 · 2088 · 2089 · 2090 · 2091 · 2092 · 2093 · 2094 · 2095 · 2096 · 2097 · 2098 · 2099
De overige brugnummers waren in januari 2022 (nog) niet bekend; de Uyllanderbrug ligt officieel in Diemen, maar heeft de Amsterdamse nummering 2007.